# Paweł Suski
Paweł Suski (ur. 10 czerwca 1964 w Wałczu) – polski polityk, samorządowiec, przedsiębiorca, poseł na Sejm VI, VII, VIII i X kadencji (2007–2019, od 2023).

## Życiorys
Ukończył technikum rolnicze, a w 1989 studia na Wydziale Ogrodniczym Akademii Rolniczej w Poznaniu. Zajął się prowadzeniem własnej działalności gospodarczej jako współzałożyciel firmy Wałeckie Towarzystwo Przewozowe „L&S”. W 1996 był współzałożycielem Stowarzyszenia Kupców Ziemi Wałeckiej, gdzie do 2002 pełnił funkcję prezesa. Współtworzył Porozumienie Samorządowe Powiatu Wałeckiego. Z jego ramienia od 1998 zasiadał w radzie miasta Wałcz, w 2002 nie uzyskał reelekcji. Od 2006 do 2007 pełnił funkcję przewodniczącego rady powiatu wałeckiego.
Dołączył do do Platformy Obywatelskiej, w 2004 został przewodniczącym jej koła powiatowego w Wałczu, w 2007 zasiadł w radzie krajowej, a w 2010 wszedł do zarządu PO w województwie zachodniopomorskim. Z listy tej partii w wyborach parlamentarnych w 2005 bez powodzenia kandydował do Sejmu. W kolejnych wyborach w 2007 po raz pierwszy uzyskał mandat poselski. Kandydując w okręgu koszalińskim, otrzymał 7451 głosów. W wyborach w 2011 z powodzeniem ubiegał się o reelekcję, dostał 7741 głosów. Zasiadł w Komisji Obrony Narodowej oraz Komisji Ochrony Środowiska, Zasobów Naturalnych i Leśnictwa. Został także przewodniczącym Parlamentarnego Zespołu Przyjaciół Zwierząt.
W 2015 został ponownie wybrany do Sejmu, otrzymując 5702 głosy. W Sejmie VIII kadencji został członkiem Komisji Obrony Narodowej oraz Komisji Ochrony Środowiska, Zasobów Naturalnych i Leśnictwa. W wyborach w 2019 nie uzyskał poselskiej reelekcji. Z listy Koalicji Obywatelskiej wystartował do Sejmu również w wyborach w 2023. Został wówczas wybrany na posła X kadencji, uzyskując 5934 głosy.

## Wyniki w wyborach ogólnopolskich
| Wybory | Komitet wyborczy   | Komitet wyborczy      | Organ            | Okręg | Wynik        |
| ------ | ------------------ | --------------------- | ---------------- | ----- | ------------ |
| 2005   |                    | Platforma Obywatelska | Sejm V kadencji  | nr 40 | 2091 (1,19%) |
| 2007   | Sejm VI kadencji   | Platforma Obywatelska | 7451 (3,02%)     | nr 40 |              |
| 2011   | Sejm VII kadencji  | Platforma Obywatelska | 7741 (3,60%)     | nr 40 |              |
| 2015   | Sejm VIII kadencji | Platforma Obywatelska | 5702 (2,63%)     | nr 40 |              |
| 2019   |                    | Koalicja Obywatelska  | Sejm IX kadencji | nr 40 | 8244 (3,03%) |
| 2023   | Sejm X kadencji    | Koalicja Obywatelska  | 5934 (1,84%)     | nr 40 |              |

## Odznaczenia
W 2010 został odznaczony Srebrnym Medalem „Za Zasługi dla Obronności Kraju”.